# Estación Central de Tel Aviv Savidor
La Estación Central de Tel Aviv Savidor (hebreo: תֵּל אָבִיב סָבִידוֹר מֶרְכָּז, Tel Aviv Savidor Merkaz, en árabe: تل أبيب مركز سافيدور‎) es una estación de ferrocarril de Tel Aviv, Israel. Es uno de los principales centros ferroviarios de Israel Railways, y se ubica en la parte oriental de Tel Aviv, en la frontera entre Tel Aviv y Ramat Gan. La estación se abrió al público en noviembre de 1954 bajo el nombre de Tel Aviv Central, y a lo largo de su historia también fue ampliamente conocida como Arlozorov debido a su ubicación en el extremo oriental de la calle Arlozorov y al lado del Intercambio Arlozorov en la autopista homónima.
La mayoría de las líneas de Israel Railways (con la excepción de los trenes suburbanos de la región de Haifa) hacen una parada o terminan en la estación. Es la estación de tren de ferrocarril más concurrida del país en términos de movimientos de pasajeros, con un promedio diario de 70 073 pasajeros en diciembre de 2014. Cuenta con tres plataformas de islas que sirven un total de seis vías, con otra plataforma de islas que sirve futuras pistas 7 y 8 planeado para su adición a finales de 2020 como parte del proyecto de cuatro vías del Ferrocarril Ayalon.
La estación lleva el nombre de Menachem Savidor, presidente de los ferrocarriles de Israel entre 1954–1964 y más tarde el portavoz de la Knéset.

## Características
Tel Aviv Central se encuentra entre una gran terminal de autobuses al oeste y el Distrito de la Bolsa de Diamantes de Ramat Gan al este. Como todas las estaciones de ferrocarril en Tel Aviv, las vías se encuentran entre los carriles hacia el sur y hacia el norte de la autopista Ayalon. Están conectados por escaleras mecánicas, escaleras y ascensores para personas discapacitadas a un puente que los une al edificio de la terminal (en el lado de Tel Aviv) y al Distrito de Intercambio de Diamantes (en el lado de Ramat Gan). En 2018, se abrió una terminal de acceso norte frente al puente Modaii, agregando un tercer punto de entrada y salida de pasajeros fuera de la estación y facilitando el acceso adicional al Distrito de Intercambio de Diamantes. Se está construyendo una estación subterránea del futuro tren ligero de la Línea Roja en el sitio que se abrirá en octubre de 2021.